# 5555 (število)
5555 (pét tísoč pétsto pétinpétdeset) je naravno število.